# Symphysodon pilifer
Symphysodon pilifer är en bladmossart som beskrevs av Brotherus 1906. Symphysodon pilifer ingår i släktet Symphysodon och familjen Pterobryaceae. Inga underarter finns listade i Catalogue of Life.